# Proyecto 23900
El Proyecto 23900 Ivan Rogov es la clase más nueva de buques de asalto anfibios para la Armada rusa destinados a reemplazar a la clase Mistral francesa, dos de los cuales fueron ordenados por Rusia en 2011, pero que Francia se negó a entregar en septiembre de 2014 debido a la Invasión rusa de Ucrania de 2022. El 22 de mayo de 2020 se firmó un contrato para la construcción de dos barcos del Proyecto 23900 con un desplazamiento de 40.000 toneladas. La construcción está dirigida por JSC Zelenodolsk Design Bureau, que forma parte de JSC Ak Bars Shipbuilding Corporation, y el primer buque debería botarse en 2023 y ponerse en servicio en 2025.
Anteriormente, los diseños de Lavina (en ruso: Лавина, lit. 'Avalancha') y Priboy (en ruso: Прибой, lit. 'Surf') fueron propuestos por la Nevskoe Design Bureau y el Krylov State Research Center como reemplazo de los buques tipo Mistral.
El Proyecto 23900 también es una clase sucesora del programa Proyecto 11780 soviético no realizado.

## Historia

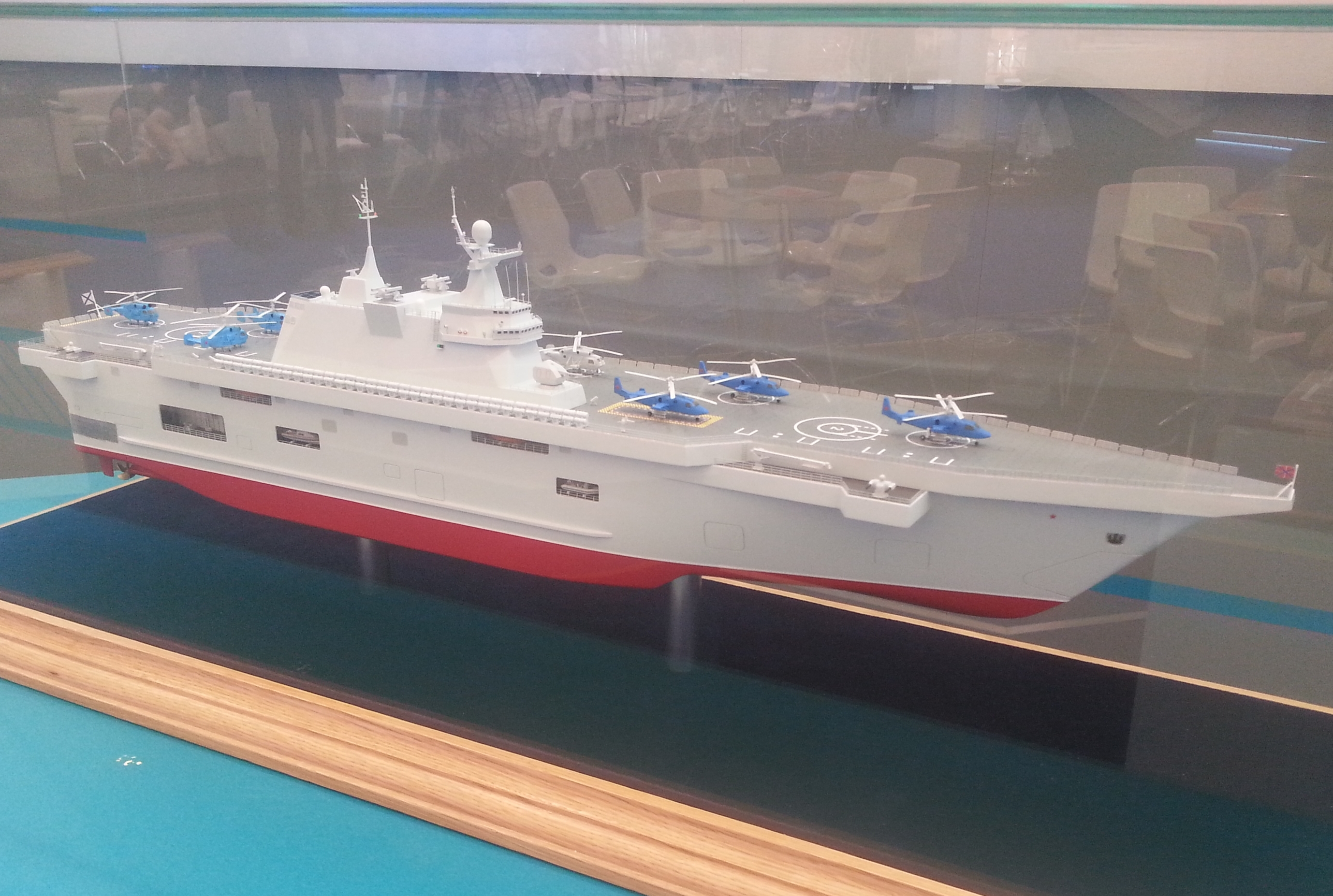
Maqueta del diseño original "Priboy"

Inicialmente, los diseños de portahelicópteros "Priboy" y "Lavina" se revelaron por primera vez en junio de 2015 durante el foro militar-técnico "ARMY-2015", como reemplazo de los dos buques de clase Mistral no entregados ordenados por Rusia en 2011 por un precio de 1.3 mil millones de dólares. Sin embargo, debido a las sanciones occidentales contra Rusia, los franceses se negaron a proceder con la entrega y el acuerdo se suspendió en 2015. Posteriormente, Francia devolvió a Rusia el depósito pagado por la construcción de los dos buques. Ambos barcos fueron vendidos más tarde a la Armada egipcia.
El 25 de mayo de 2017, el viceministro de Defensa ruso, Yury Borisov, declaró que el ciclo de construcción del nuevo portahelicópteros ruso duraría al menos cuatro años y que el primer buque de este tipo se completará en 2022.
En junio de 2017, el vicepresidente de United Shipbuilding Corporation, Igor Ponomarev, dijo que los portahelicópteros "Priboy" se implementaron en el Nuevo Programa Estatal de Armamento de Rusia para 2018-2025 y que la construcción de los barcos podría ser realizada por Severnaya Verf, Baltic Shipyard o Sevmash.
En julio de 2017, un miembro de la Duma Estatal de Rusia, Dmitry Belik, anunció que el barco líder de la clase se llamará Sebastopol, en honor a la ciudad de Sebastopol. El costo del barco será de aproximadamente 40 mil millones de rublos (unos 675 millones de dólares), y su construcción comenzará después de la aprobación del Nuevo Programa Estatal de Armamento para 2018-2025.
El 11 de septiembre de 2019, se informó que el primer y segundo buque de la clase se establecerán en mayo de 2020 en el Astillero Zaliv, Crimea.
El 22 de mayo de 2020, según un informe de la agencia de noticias TASS  el Ministerio de Defensa ruso firmó un acuerdo de 100 mil millones de rublos para la construcción de dos barcos de desembarco universal, cuya construcción se llevará a cabo en el Astillero Zaliv en Crimea. Los dos buques deberían ser entregados a la Armada Rusa en 2026 y 2027, respectivamente.
El 20 de julio de 2020, durante la ceremonia de colocación, se revelaron oficialmente los nombres de los dos primeros barcos. Los barcos se llamaron Ivan Rogov y Mitrofan Moskalenko, al igual que dos barcos de la clase Ivan Rogov ya dados de baja.
El 28 de febrero de 2021 se informó que los constructores navales habían comenzado a construir los cascos de dos futuros buques de asalto anfibio. También se informó que la construcción avanza según lo previsto, que el desplazamiento de cada uno de ellos será de 40.000 toneladas, y que los barcos podrán transportar hasta cuatro drones Sukhoi S-70 Ojotnik-B, tanto para realizar misiones de ataque como para realizar la designación de objetivos para los misiles hipersónicos Zircon lanzados desde otros barcos.
El 11 de octubre de 2021, se informó que Mitrofan Moskalenko se convertirá en el buque insignia de la Flota del Mar Negro. Las instalaciones de infraestructura previstas inicialmente para el segundo buque de la clase Mistral se están preparando en Sebastopol, y está previsto que estén listas para cuando se ponga en servicio el buque.

## Diseño
"Lavina" fue la primera designación de la clase, revelada en el foro militar-técnico «ARMY-2015», y representa la variante más pesada diseñada por Krylov con un desplazamiento de unas 24.000 toneladas. "Priboy" solía referirse a la variante más ligera diseñada por Nevskoe y que desplazaba unas 14.000 toneladas.
Según las imágenes mostradas a Vladímir Putin en la exposición de enero de 2020 dedicada al futuro de la Armada rusa, los dos barcos del Proyecto 23900 encargados para la Armada rusa parecen ser un diseño derivado de la clase Mistral francesa, con una arquitectura y dimensiones similares. El Proyecto 23900 será aún más grande y desplazará unas 40.000 toneladas.
El 20 de julio de 2020, en la ceremonia oficial de colocación del Proyecto 23900, se mostró una imagen generada por computadora para representar el buque de guerra. Basado en esa imagen, el diseño del Proyecto 23900 parece un híbrido entre Lavina y Mistral.
El 14 de diciembre de 2021, se informó que los barcos del Proyecto 23900 podrán transportar drones de ataque y reconocimiento, lo que mejorará en gran medida las capacidades de combate de los portahelicópteros.
El 6 de enero de 2022, se informó que los buques de asalto anfibio estarán armados con buques de superficie no tripulados para la guerra contra las minas, que detectarán, identificarán y destruirán las minas marinas. Esto permitirá que las embarcaciones operen independientemente del apoyo de los dragaminas, lo que les permitirá cumplir misiones de forma independiente en aguas azules.

## Exportaciones
Krylov también ha propuesto una versión de exportación del diseño de Priboy, denominada "Priboy-E".

## Unidades
Las cursivas indican estimaciones
| Nombre              | Astillero      | Iniciado            | Botado | Alta               | Flota           | Destino |
| ------------------- | -------------- | ------------------- | ------ | ------------------ | --------------- | ------- |
| Ivan Rogov          | Zaliv Shipyard | 20 de julio de 2020 | 2028   | Flota del Pacífico | En construcción |         |
| Mitrofan Moskalenko | Zaliv Shipyard | 20 de julio de 2020 | 2029   | Mar Negro          | En construcción |         |